# PWI Match of the Year
De Tag Team of the Year Award wordt jaarlijks uitgereikt door de professioneel worstelmagazine Pro Wrestling Illustrated. De PWI-lezers nomineren jaarlijks de beste match in de worstelwereld.

## Winnaars en ereplaatsen
| Jaar | Datum        | Match                                              | Kampioenschap                                        | Evenement                                    | Locatie                     | Match type                           |
| ---- | ------------ | -------------------------------------------------- | ---------------------------------------------------- | -------------------------------------------- | --------------------------- | ------------------------------------ |
| 1972 | 14 januari   | Bruno Sammartino wint de battle royal              |                                                      | Battle Royal in Los Angeles                  | Los Angeles                 | Battle royal                         |
| 1973 | 24 mei       | Dory Funk Jr. vs. Harley Race                      | NWA World Heavyweight Championship                   |                                              | Kansas City (Missouri)      |                                      |
| 1974 | 27 januari   | Jack Brisco vs. Dory Funk Jr.                      | NWA World Heavyweight Championship                   |                                              | Tokio                       |                                      |
| 1975 | 17 maart     | Bruno Sammartino vs. Spiros Arion                  | WWWF Heavyweight Championship                        |                                              | New York                    |                                      |
| 1976 | 26 april     | Bruno Sammartino vs. Stan Hansen                   | WWWF Heavyweight Championship                        |                                              | New York                    |                                      |
| 1977 | 30 april     | Bruno Sammartino vs. Billy Graham                  | WWWF Heavyweight Championship                        |                                              | Baltimore                   |                                      |
| 1978 | 20 februari  | Billy Graham vs. Bob Backlund                      | WWWF HeavyweightChampionship                         |                                              | New York                    |                                      |
| 1979 | 21 augustus  | Harley Race vs. Dusty Rhodes                       | NWA World Heavyweight Championship                   |                                              | Tampa (Florida)             |                                      |
| 1980 | 9 augustus   | Bruno Sammartino vs. Larry Zbyszko                 |                                                      | Showdown at Shea                             | Flushing (Queens)           | Steel Cage match                     |
| 1981 | 2 mei        | André the Giant vs. Killer Khan                    |                                                      |                                              | Rochester (New York)        |                                      |
| 1982 | 28 juni      | Bob Backlund vs. Jimmy Snuka                       | WWF Heavyweight Championship                         |                                              | New York                    | Steel Cage match                     |
| 1983 | 10 juni      | Ric Flair vs. Harley Race                          | NWA World Heavyweight Championship                   |                                              | St. Louis (Missouri)        |                                      |
| 1984 | 6 mei        | Ric Flair vs. Kerry Von Erich                      | NWA World Heavyweight Championship                   | David Von Erich Memorial Parade of Champions | Irving (Texas)              |                                      |
| 1985 | 31 maart     | Hulk Hogan & Mr. T vs. Roddy Piper & Paul Orndorff |                                                      | WrestleMania                                 | New York                    |                                      |
| 1986 | 26 juli      | Ric Flair vs. Dusty Rhodes                         | NWA World Heavyweight Championship                   | The Great American Bash 1986                 | Greensboro (North Carolina) | Steel Cage match                     |
| 1987 | 29 maart     | Randy Savage vs. Ricky Steamboat                   | WWF Intercontinental Championship                    | WrestleMania III                             | Pontiac (Michigan)          |                                      |
| 1988 | 5 februari   | Hulk Hogan vs. André the Giant                     | WWF Championship                                     | The Main Event                               | Indianapolis                |                                      |
| 1989 | 7 mei        | Ricky Steamboat vs. Ric Flair                      | NWA World Heavyweight Championship                   | WrestleWar                                   | Nashville (Tennessee)       |                                      |
| 1990 | 1 april      | Hulk Hogan vs. The Ultimate Warrior                | WWF Championship & WWF Intercontinental Championship | WrestleMania VI                              | Toronto                     |                                      |
| 1991 | 19 mei       | The Steiner Brothers vs. Sting en Lex Luger        | WCW World Tag Team Championship                      | SuperBrawl                                   | St. Petersburg (Florida)    |                                      |
| 1992 | 29 augustus  | Bret Hart vs. The British Bulldog                  | WWF Intercontinental Championship                    | SummerSlam                                   | Londen                      |                                      |
| 1993 | 17 mei       | Shawn Michaels vs. Marty Jannetty                  | WWF Intercontinental Championship                    | Monday Night Raw                             | New York                    |                                      |
| 1994 | 20 maart     | Razor Ramon vs. Shawn Michaels                     | WWF Intercontinental Championship                    | WrestleMania X                               | New York                    | Ladder match                         |
| 1995 | 2 april      | Diesel vs. Shawn Michaels                          | WWF Championship                                     | WrestleMania XI                              | Hartford (Connecticut)      |                                      |
| 1996 | 31 maart     | Bret Hart vs. Shawn Michaels                       | WWF Championship                                     | WrestleMania XII                             | Anaheim (Californië)        | Iron Man match                       |
| 1997 | 23 maart     | Bret Hart vs. Steve Austin                         |                                                      | WrestleMania 13                              | Rosemont (Illinois)         | No Disqualification Submission match |
| 1998 | 28 juni      | The Undertaker vs. Mankind                         |                                                      | King of the Ring                             | Pittsburgh                  | Hell in a Cell match                 |
| 1999 | 24 januari   | Mankind vs. The Rock                               | WWF Championship                                     | Royal Rumble                                 | Anaheim                     | "I Quit" match                       |
| 2000 | 2 april      | Dudley Boyz vs. Hardy Boyz vs. Edge en Christian   | WWF Tag Team Championship                            | WrestleMania 2000                            | Anaheim                     | Triangle Ladder match                |
| 2001 | 1 april      | Dudley Boyz vs. Hardy Boyz vs. Edge en Christian   | WWF Tag Team Championship                            | WrestleMania X-Seven                         | Houston                     | TLC Match                            |
| 2002 | 17 maart     | The Rock vs. Hulk Hogan                            |                                                      | WrestleMania X8                              | Toronto                     |                                      |
| 2003 | 16 september | Kurt Angle vs. Brock Lesnar                        | WWE Championship                                     | SmackDown!                                   | Raleigh (North Carolina)    | 60-minute Iron Man match             |
| 2004 | 14 maart     | Triple H vs. Chris Benoit vs. Shawn Michaels       | World Heavyweight Championship                       | WrestleMania XX                              | New York                    | Triple Threat match                  |
| 2005 | 3 april      | Shawn Michaels vs. Kurt Angle                      |                                                      | WrestleMania 21                              | Los Angeles                 |                                      |
| 2006 | 2 april      | Shawn Michaels vs. Vince McMahon                   |                                                      | WrestleMania 22                              | Rosemont                    | No Holds Barred match                |
| 2007 | 23 april     | John Cena vs. Shawn Michaels                       |                                                      | Raw                                          | London                      |                                      |
| 2008 | 30 maart     | Ric Flair vs. Shawn Michaels                       |                                                      | WrestleMania XXIV                            | Orlando (Florida)           | Career Threatening match             |
| 2009 | 5 april      | The Undertaker vs. Shawn Michaels                  |                                                      | WrestleMania XXV                             | Houston                     |                                      |
| 2010 | 28 maart     | The Undertaker vs. Shawn Michaels                  |                                                      | WrestleMania XXVI                            | Phoenix                     | Career vs. Streak Match              |
| 2011 | 17 juli      | CM Punk vs. John Cena                              | WWE Championship                                     | Money in the Bank                            | Rosemont (Illinois)         |                                      |
| 2012 | 7 april      | Triple H vs. The Undertaker                        |                                                      | WrestleMania XXVIII                          | Miami                       | Hell in a Cell match                 |
| 2013 | 18 augustus  | John Cena vs. Daniel Bryan                         |                                                      | SummerSlam 2013                              | Los Angeles                 | Met Tripple H als scheidsrechter     |